# Streptozotocin
Streptozotocin hoặc streptozocin (INN, USP) (STZ) là một chất chống ung thư kiềm hóa tự nhiên đặc biệt độc hại đối với các tế bào beta sản xuất insulin của tuyến tụy ở động vật có vú. Nó được sử dụng trong y học để điều trị một số bệnh ung thư của các tiểu đảo Langerhans và được sử dụng trong nghiên cứu y học để tạo ra một mô hình động vật cho tăng đường huyết với liều lượng lớn, cũng như bệnh tiểu đường loại 2 hoặc tiểu đường loại 1 với nhiều liều thấp.

## Sử dụng
Streptozotocin được Cơ quan Quản lý Thực phẩm và Dược phẩm Hoa Kỳ (FDA) phê chuẩn để điều trị ung thư di căn của các tế bào đảo tụy. Vì nó có nguy cơ độc tính đáng kể và hiếm khi chữa khỏi ung thư, nên việc sử dụng nó thường chỉ giới hạn ở những bệnh nhân bị ung thư không thể loại bỏ bằng phẫu thuật. Ở những bệnh nhân này, streptozotocin có thể làm giảm kích thước khối u và giảm các triệu chứng (đặc biệt là hạ đường huyết do bài tiết insulin quá mức bởi insulinomas). Một liều thông thường là 500   mg / m 2 / ngày bằng cách tiêm tĩnh mạch, trong 5 ngày, lặp lại sau mỗi 4 tuần6.
Do độc tính cao đối với các tế bào beta, trong nghiên cứu khoa học, streptozotocin cũng đã được sử dụng từ lâu để gây viêm bàng quang và tiểu đường trên động vật thí nghiệm.

## Cơ chế
Streptozotocin là một hợp chất glucosamine - nitrosourea. Giống như các tác nhân kiềm hóa khác trong lớp nitrosourea, nó gây độc cho tế bào bằng cách gây tổn hại cho DNA, mặc dù các cơ chế khác cũng có thể đóng góp. Thiệt hại DNA gây ra kích hoạt PARP có khả năng quan trọng đối với bệnh tiểu đường hơn là tổn thương DNA. Streptozotocin tương tự như glucose được vận chuyển vào tế bào nhờ protein vận chuyển glucose GLUT2, nhưng không được các chất vận chuyển glucose khác nhận ra. Điều này giải thích độc tính tương đối của nó đối với các tế bào beta, vì các tế bào này có hàm lượng GLUT2 tương đối cao.

## Lịch sử
Streptozotocin ban đầu được xác định vào cuối những năm 1950 là một loại kháng sinh. Thuốc được phát hiện trong một chủng vi khuẩn Streptomyces achromogenes trong đất bởi các nhà khoa học tại công ty dược phẩm Upjohn (hiện là một phần của Pfizer) ở Kalamazoo, Michigan. Mẫu đất trong đó vi khuẩn bật lên đã được lấy từ Blue Rapids, Kansas, do đó có thể được coi là nơi sinh của streptozotocin. Upjohn đã nộp đơn xin bảo hộ bằng sáng chế cho thuốc vào tháng 8 năm 1958 và Bằng sáng chế Hoa Kỳ số 3.027.300 được cấp vào tháng 3 năm 1962. Những tiến bộ gần đây trong việc tìm hiểu sinh tổng hợp của sản phẩm tự nhiên này đã được thực hiện bởi Balskus et al.  Nói tóm lại, các tác giả đã tìm thấy cụm gen chịu trách nhiệm sản xuất Streptozotocin trong Streptomyces achromogenes và xác định chức năng mới của enzyme sắt không phải heme, SznF, tạo thành liên kết NN trong dược điển N-nitrosourea bằng cách sắp xếp lại oxy hóa.
Vào giữa những năm 1960, streptozotocin đã được tìm thấy là độc hại có chọn lọc đối với các tế bào beta của đảo tụy, các tế bào thường điều chỉnh lượng đường trong máu bằng cách sản xuất insulin hormone. Điều này cho thấy việc sử dụng thuốc như một mô hình động vật của bệnh tiểu đường, và như một phương pháp điều trị y tế cho bệnh ung thư của các tế bào beta. Trong những năm 1960 và 1970, Viện Ung thư Quốc gia đã điều tra việc sử dụng streptozotocin trong hóa trị ung thư. Upjohn đã đệ trình phê chuẩn của FDA cho streptozotocin như là một phương pháp điều trị ung thư tế bào đảo tụy vào tháng 11 năm 1976, và phê duyệt đã được cấp vào tháng 7 năm 1982. Thuốc này sau đó đã được bán trên thị trường với tên Zanosar.
Streptozotocin hiện đã được cấp bằng sáng chế và nhiều công thức chung có sẵn.